# Wesele u drobnomieszczan
Wesele u drobnomieszczan (niem. Die Kleinbürgerhochzeit) – jednoaktowa sztuka teatralna Bertolta Brechta, napisana w 1919 roku, zaś wystawiona po raz pierwszy w 1926 we Frankfurcie nad Menem.

## Opis fabuły
Akcja sztuki trwa jeden wieczór i ukazuje przyjęcie weselne młodej pary z drobnomieszczańskiej rodziny, w małym miasteczku gdzieś w Niemczech. Do zaślubin zmusiła ich ciąża panny młodej, co jest swego rodzaju tematem tabu, pomimo wyraźnie zaokrąglonego już pod białą suknią brzucha dziewczyny. Sztuka w ironiczny czy wręcz groteskowy sposób ukazuje obyczajowość tego środowiska, zwracając uwagę na panujące w nim hipokryzję i fałsz. Odsłania też niełatwe relacje osobiste, panujące w gronie z pozoru bardzo się kochających i szanujących członków rodziny i ich przyjaciół.

## Inscenizacje w Polsce
Sztuka po raz pierwszy została wystawiona w Polsce w dniu 20 stycznia 1973 w Teatrze Ludowym w Krakowie, jako część wieczoru jednoaktówek ze ślubem jako tematem przewodnim, zatytułowanego Oby nam się! i wyreżyserowanego przez Matyldę Krygier. Jako samodzielny spektakl zadebiutowała 25 maja 1974 w Warszawie. Przedstawienie zrealizowali artyści Teatru STS, zaś wystawione zostało na scenie Teatru Rozmaitości. Reżyserką była Aleksandra Górska-Szajewska. 3 kwietnia 1977 miała miejsce premiera ekranizacji, zrealizowanej w ramach Teatru Telewizji. W spektaklu w reżyserii Edwarda Lubaszenki w rolach głównych wystąpili Renata Kretówna, Jerzy Stuhr, Zofia Niwińska i Roman Wójtowicz.